# Los Ídolos, Veracruz
Los Ídolos är en ort i Mexiko.   Den ligger i kommunen Misantla och delstaten Veracruz, i den sydöstra delen av landet, 240 km öster om huvudstaden Mexico City. Los Ídolos ligger 373 meter över havet och antalet invånare är 290.
Terrängen runt Los Ídolos är kuperad åt nordväst, men åt sydost är den bergig. Runt Los Ídolos är det ganska tätbefolkat, med 124 invånare per kvadratkilometer. Närmaste större samhälle är Misantla, 3,9 km norr om Los Ídolos. Omgivningarna runt Los Ídolos är en mosaik av jordbruksmark och naturlig växtlighet.